# Rapport Buchanan
Pour les articles homonymes, voir Buchanan.
Le rapport Buchanan est un rapport analytique, théorique, mais aussi pratique rédigé en 1963 par Colin D. Buchanan (en) pour le ministre des transports britanniques, sur le trafic automobile dans les villes et comment le fluidifier.

## Historique

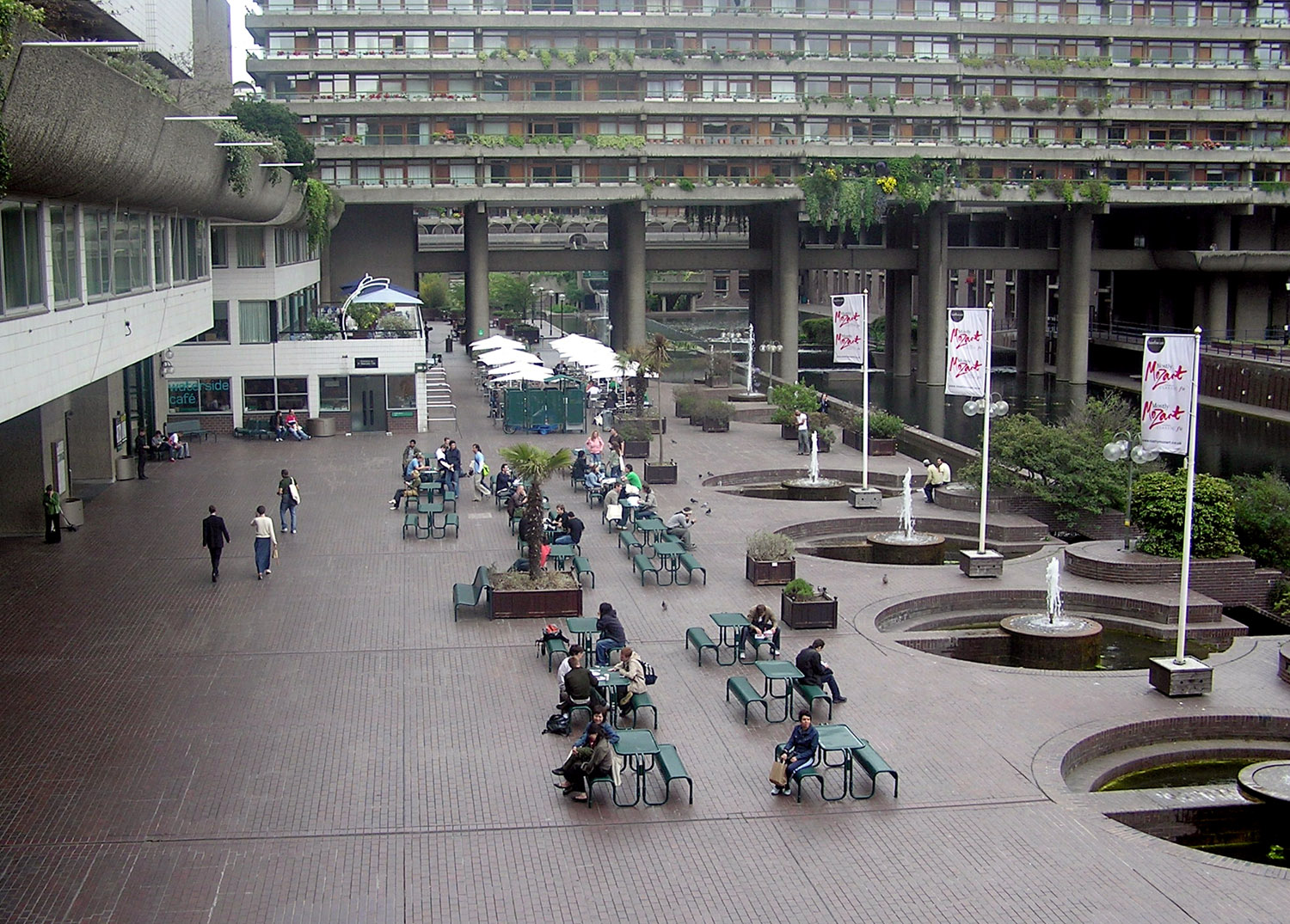
Barbican Estate : quartier anglais des années 1970 aménagé sur plusieurs plans, avec une dalle piétonne.

En 1963, Colin D. Buchanan rédige un rapport pour le ministre des transports britanniques Ernest Marples. Le principal enseignement du rapport, titré Traffic in towns, est que la ville doit s'adapter à la voiture (et non l'inverse). Il révèle les craintes d’engorgement liées au développement du trafic automobile, et la nécessité de repenser la ville pour le confort et le bon écoulement des voitures et des piétons. Il y a une volonté d’ordre et de clarification des flux dans la ville :

« 38 – Au XVIIe siècle encore, tout ce qui circulait dans le Palais de Versailles — hommes et parfois bêtes — passait par les salons, tout comme aujourd’hui Oxford Street voit défiler sans distinction des camions se rendant sur les quais, des camionnettes livrant des marchandises dans les immeubles bordant la rue, des autobus transportant les employés de bureaux et des piétons faisant leurs achats.
39 – Dans les grandes villes la seule chance de créer de véritables zones d’environnement capables d’absorber une circulation supérieure au minimum essentiel serait de les réaménager sur deux ou trois plans. Les voies de distribution primaires devraient être construites en sous-sol, les voies secondaires et le stationnement resteraient au niveau de la surface actuelle, une nouvelle zone d’environnement, virtuellement libre de toute circulation, étant implantée sur un nouveau « rez-de-chaussée » artificiel situé à quelques pieds au-dessus de l’actuel. »

Quand il est publié en 1963, les principales opérations de dalle en France comme la Défense ou le Front-de-Seine ont déjà commencé. Mais l'intérêt du rapport Buchanan est d'être le premier texte rassemblant et fixant les grands principes et l’idéologie du dispositif urbain de la dalle.
C’est un rapport analytique, théorique, mais aussi pratique puisqu’il propose des applications détaillées pour différentes villes britanniques. Le rapport Buchanan n’est pas à l’origine de la séparation des voies et de l’étagement des différents niveaux de la ville mais il est plutôt, au tournant des années soixante, une synthèse de l’ensemble des réflexions sur la ville cherchant une nouvelle façon de s’implanter sur le sol. Il s’inspire de projets utopiques ou de propositions de concours publiés à l'époque qui constituent un vivier façonnant progressivement les bases de ce type d’urbanisme.
Le rapport conseille ainsi que la ville puisse avoir des flux automobiles plus importants mais aussi de créer des « zones d'environnement » pour préserver les quartiers des nuisances du trafic automobile. Aux Pays-Bas, une part de la population prend au sérieux cette recommandation, en créant à Delft, avec le soutien de la population, une expérimentation sous forme de cour urbaine (rue pour enfants, où les automobilistes résidents ne peuvent accéder qu'à vitesse réduite). Après le succès de ces aménagements, les initiatives se multiplient dans tout le pays.